# Франц Кругер
Франц Кругер (Кемптон Парк, Јужноафричка Република 22. мај 1975) је фински бацач диска који је освојио бронзану олимпијску медаљу 2000. у Сиднеју. Двоструки је првак Африке. Његов лични рекорд од 70,32 метра, постигнут је у мају 2002. године у Салон де Провансу, је тренутни афрички рекорд.
Оженио се финском троскокашицом Хели Коивулом Кругер и узео финско држављанство 2007. године. ИААФ му је дозволио да се такмичи за Финску од 20. августа 2007. На међународном такмичењу у Хелсинборгу, поставио је нови фински рекорд у бацању диска од 69,97 метара.

## Значајнији резултати
| Датум                              | Такмичење                          | Место                              | Пласман                            | Дисциплина                         | Резултат                           |
| Представљао Јужноафричку Републику | Представљао Јужноафричку Републику | Представљао Јужноафричку Републику | Представљао Јужноафричку Републику | Представљао Јужноафричку Републику | Представљао Јужноафричку Републику |
| ---------------------------------- | ---------------------------------- | ---------------------------------- | ---------------------------------- | ---------------------------------- | ---------------------------------- |
| 1994                               | Афричко јуниорско првенство        | Алжир, Алжир                       |                                    | Бацање кугле                       | 14,17                              |
| 1994                               | Афричко јуниорско првенство        | Алжир, Алжир                       |                                    | Бацање диска                       | 55,86                              |
| 1994                               | Светско јуниорско првенство        | Лисабон, Португалија               |                                    | Бацање диска                       | 58,22                              |
| 1997                               | Универзијада                       | Катанија, Италија                  | 6.                                 | Бацање диска                       | 61,64                              |
| 1998                               | Афричко првенство                  | Дакар, Сенегал                     |                                    | Бацање диска                       | 62,17                              |
| 1998                               | Игре Комонвелта                    | Куала Лумпур, Малезија             | 2.                                 | Бацање диска                       | 63,93                              |
| 1999                               | Универзијада                       | Палма де Мајорка, Шпанија          |                                    | Бацање диска                       | 66,90                              |
| 1999                               | Светско првенство                  | Севиља, Шпанија                    | 17.                                | Бацање диска                       | 62,02                              |
| 1999                               | Афричке игра                       | Јоханезбург, Јужна Африка          |                                    | Бацање диска                       | 61,02                              |
| 2000                               | Олимпијске игре                    | Сиднеј, Аустралија                 |                                    | Бацање диска                       | 68,19                              |
| 2001                               | Светско првенство                  | Едмонтон, Канада                   | 8.                                 | Бацање диска                       | 65,27                              |
| 2001                               | Игре добре воље                    | Бризбејн, Аустралија               | 1.                                 | Бацање диска                       | 67,84                              |
| 2002                               | Игре Комонвелта                    | Манчестер, Уједињено Краљевство    | 1.                                 | Бацање диска                       | 66,39                              |
| 2003                               | Светско првенство                  | Париз, Француска                   | 6.                                 | Бацање диска                       | 65,26                              |
| 2003                               | Светско атлетско финале            | Монте Карло, Монако                | 7.                                 | Бацање диска                       | 60,05                              |
| 2004                               | Олимпијске игре                    | Атина, Грчка                       | 5.                                 | Бацање диска                       | 64.34                              |
| 2004                               | Афричко првенство                  | Бразавил, ДР Конго                 |                                    | Бацање диска                       | 63,85                              |
| 2004                               | Светско атлетско финале            | Монте Карло, Монако                | 8.                                 | Бацање диска                       | 59,65                              |
| 2005                               | Светско првенство                  | Хелсинки, Финска                   | 6.                                 | Бацање диска                       | 64,23                              |
| 2005                               | Светско атлетско финале            | Монте Карло, Монако                | 5.                                 | Бацање диска                       | 63,19                              |
| Представљао Финску                 |                                    |                                    |                                    |                                    |                                    |
| 2007                               | Светско првенство                  | Осака, Јапан                       | 19.                                | Бацање диска                       | 60,72                              |
| 2008                               | Олимпијске игре                    | Пекинг, Кина                       | 11.                                | Бацање диска                       | 61,98                              |
| 2009                               | Светско првенство                  | Берлин, Немачка                    | 12.                                | Бацање диска                       | 59,77                              |
| 2010                               | Европско првенство                 | Барселона, Шпанија                 | 19.                                | Бацање диска                       | 59,55                              |